# Metropolia Changsha
Metropolia Changsha – metropolia Kościoła rzymskokatolickiego w Chińskiej Republice Ludowej. Erygowana w dniu 11 kwietnia 1946 roku. W skład metropolii wchodzi 1 archidiecezja i 3 diecezje.
W skład metropolii wchodzą:
- Archidiecezja Changsha
  - Diecezja Changde
  - Diecezja Hengzhou
  - Diecezja Yuanling